# Ольнон
Ольно́н (фр. Holnon) — коммуна во Франции, находится в регионе Пикардия. Департамент коммуны — Эна. Входит в состав кантона Сен-Кантен-1. Округ коммуны — Сен-Кантен.
Код INSEE коммуны — 02382.

## Население
Население коммуны на 2010 год составляло 1433 человека.
| 1962 | 1968 | 1975 | 1982 | 1990 | 1999 | 2010 |
| ---- | ---- | ---- | ---- | ---- | ---- | ---- |
| 409  | 414  | 1231 | 1216 | 1199 | 1334 | 1433 |

## Экономика
В 2010 году среди 955 человек трудоспособного возраста (15—64 лет) 670 были экономически активными, 285 — неактивными (показатель активности — 70,2 %, в 1999 году было 71,5 %). Из 670 активных жителей работали 626 человек (325 мужчин и 301 женщина), безработных было 44 (20 мужчин и 24 женщины). Среди 285 неактивных 80 человек были учениками или студентами, 136 — пенсионерами, 69 были неактивными по другим причинам.